# Semmelweis Egyetem Bőr- és Nemikórtani és Bőronkológiai Klinika
A Semmelweis Egyetem Bőr- és Nemikórtani és Bőronkológiai Klinika, korábban I. számú Sebészeti Klinika egy nagy múltú budapesti egészségügyi intézmény.

## Története
Az 1870-es években döntöttek új orvosi egyetemi és kórházi épületek létrehozásáról a Józsefvárosban. Ezek helyszínéül az Üllői út – Mária utca – Szentkirályi utca – Baross utca által határolt nagyobb területet (az úgynevezett belső klinikai tömbböt) választották ki, és az itt is épült meg a Mária utca 41. szám alatt jegyzett I. számú Sebészeti Klinika 1872 és 1877 között Kolbenheyer Ferenc tervei alapján. Ma az épületben a Semmelweis Egyetem Bőr- és Nemikórtani és Bőronkológiai Klinika működik.

## Képtár

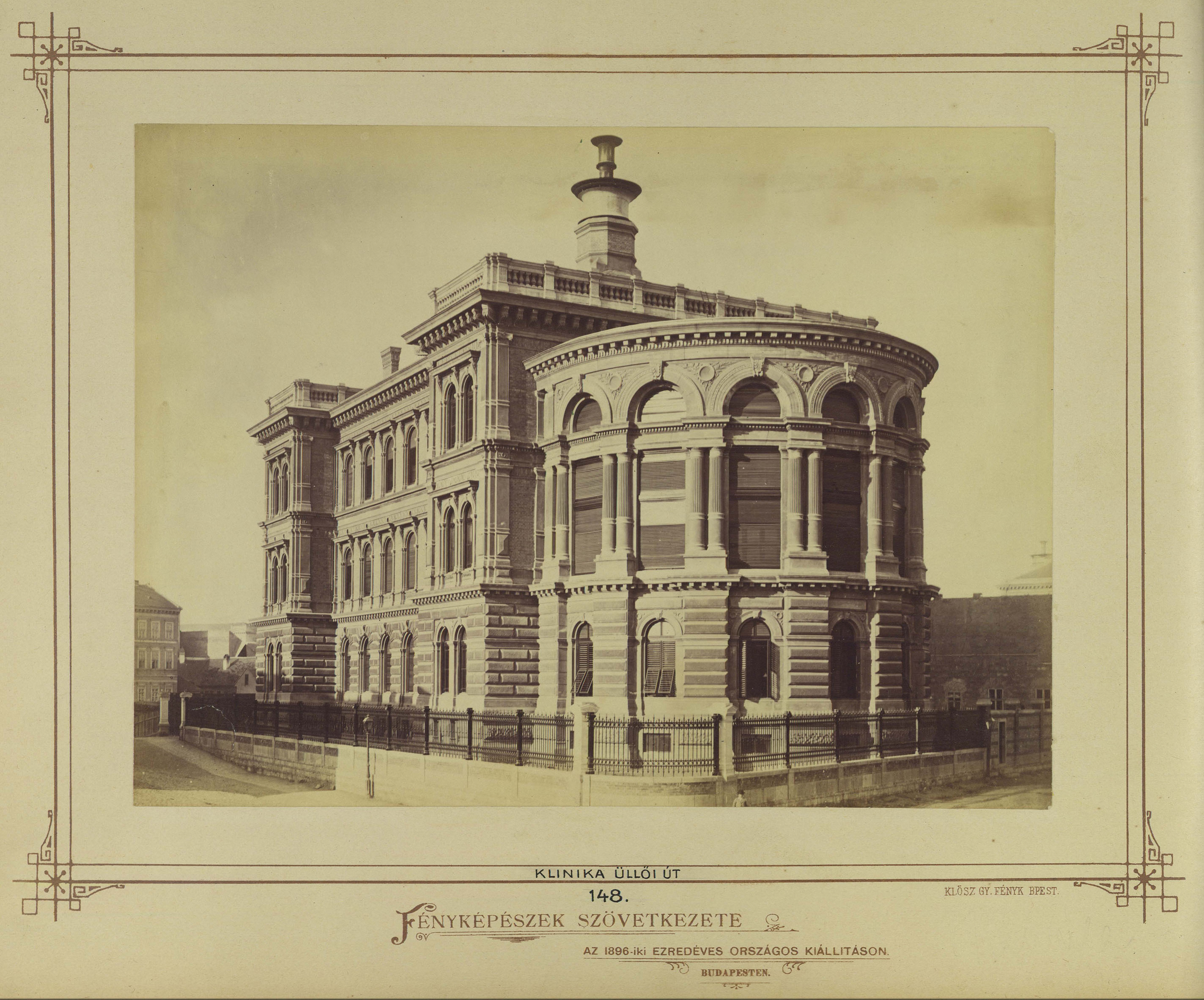
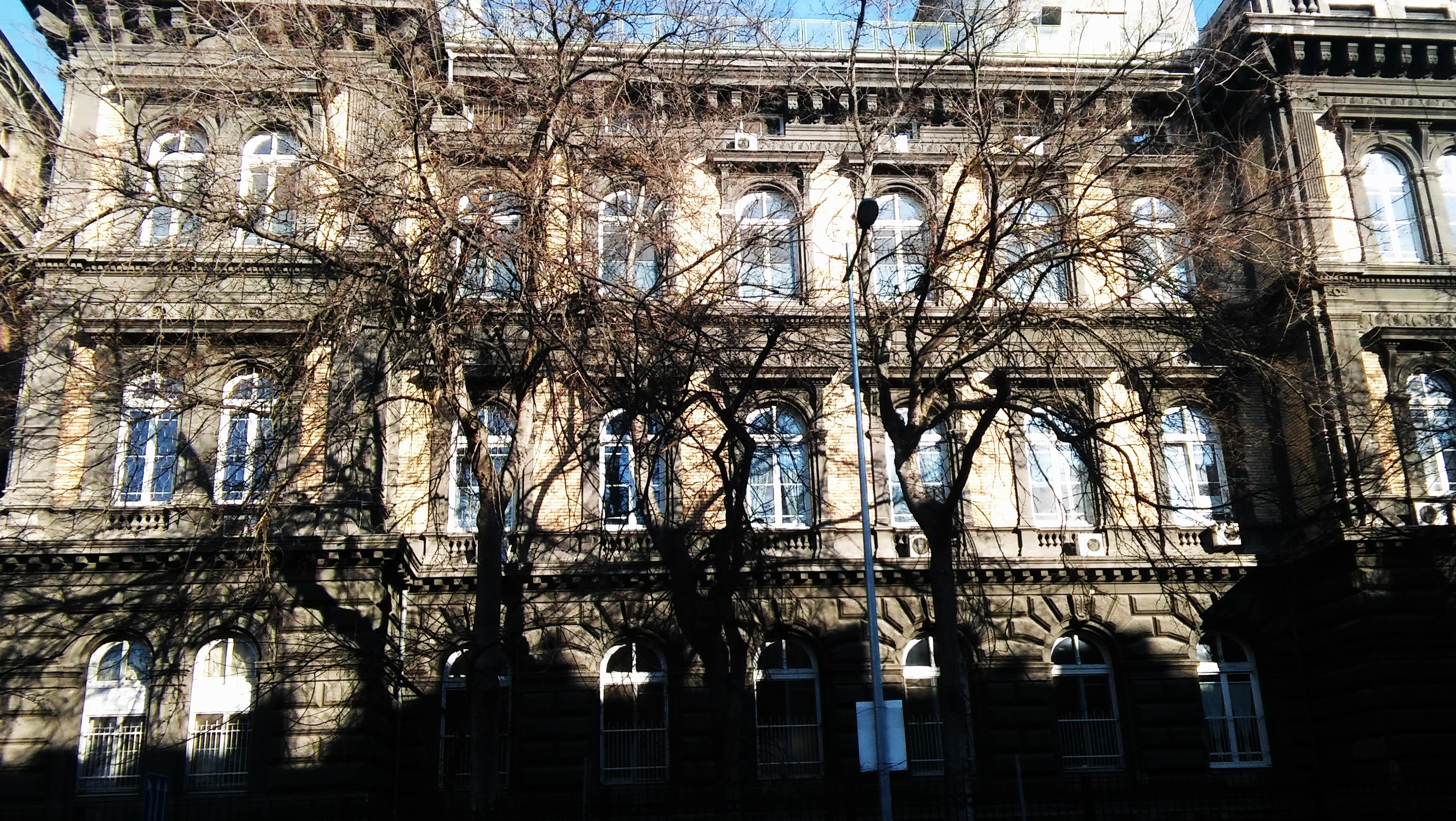
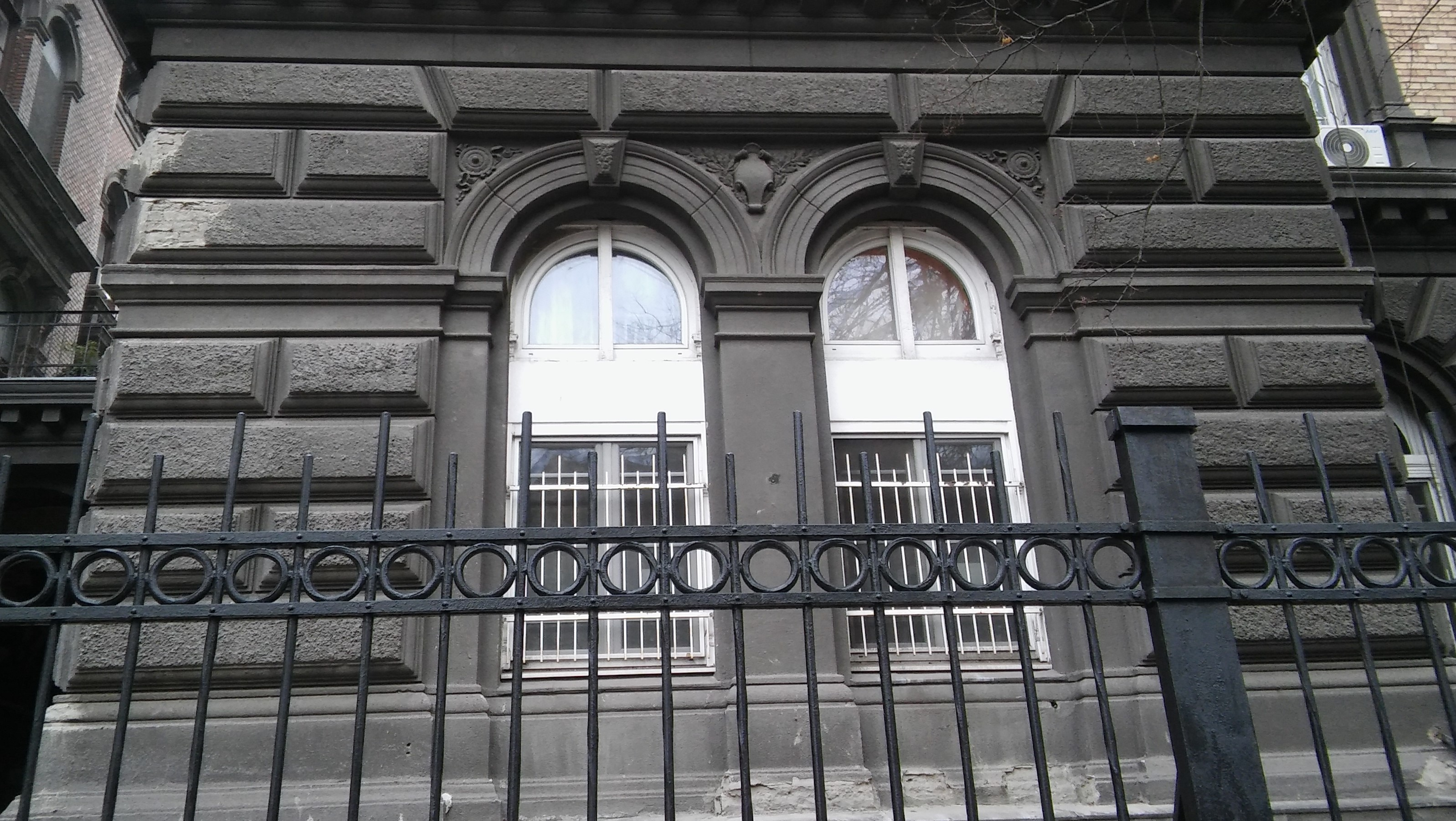
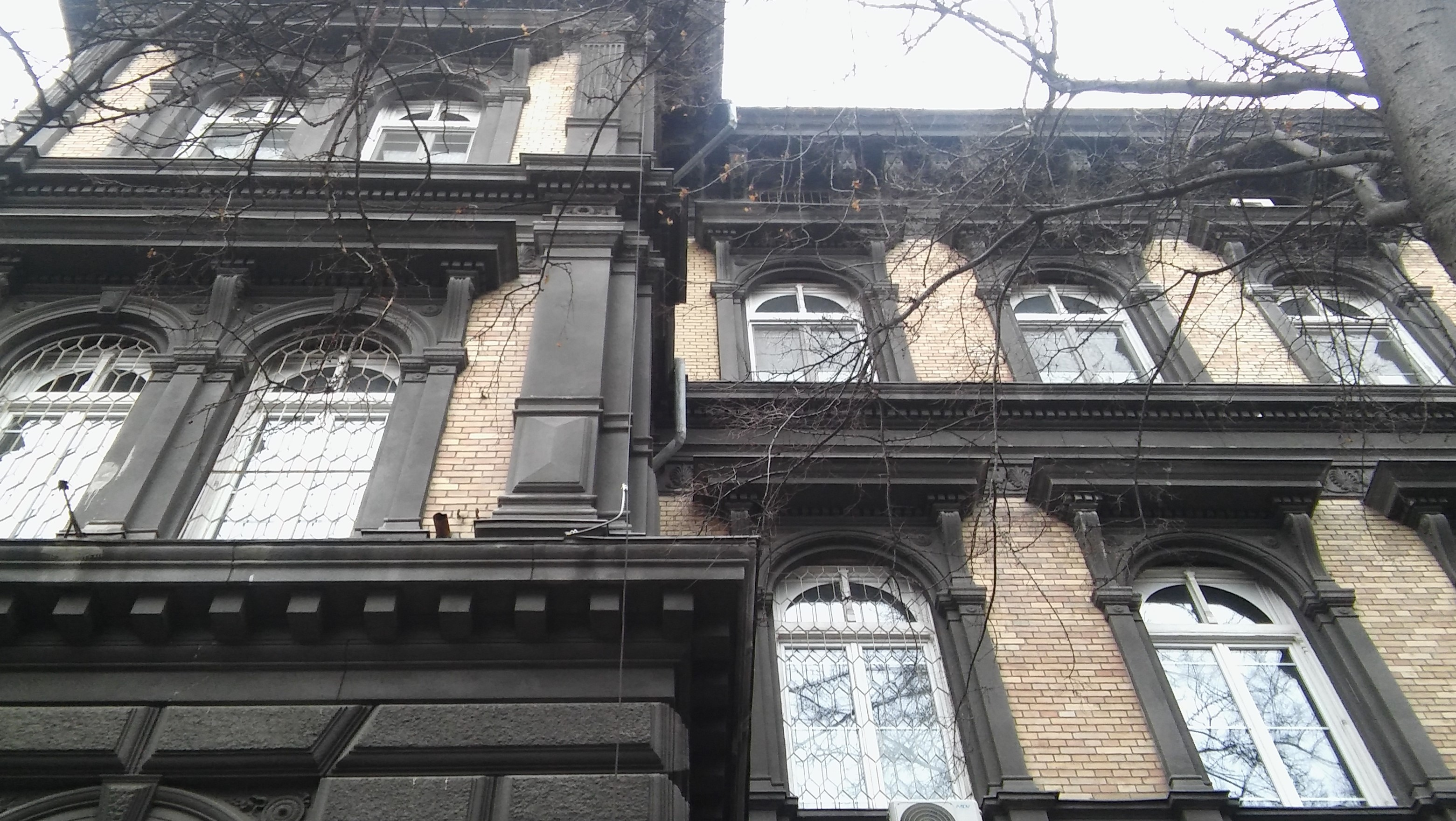
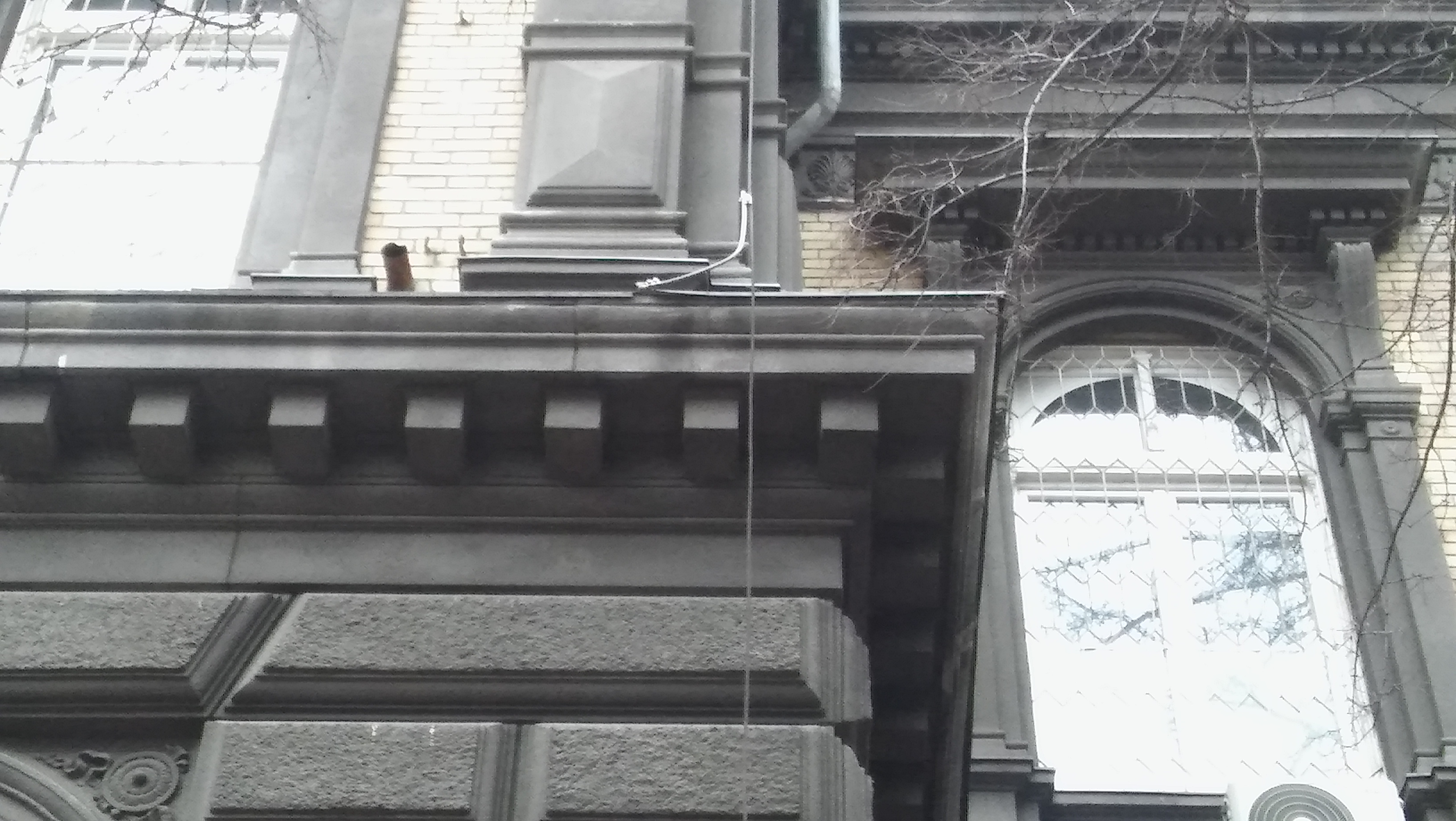
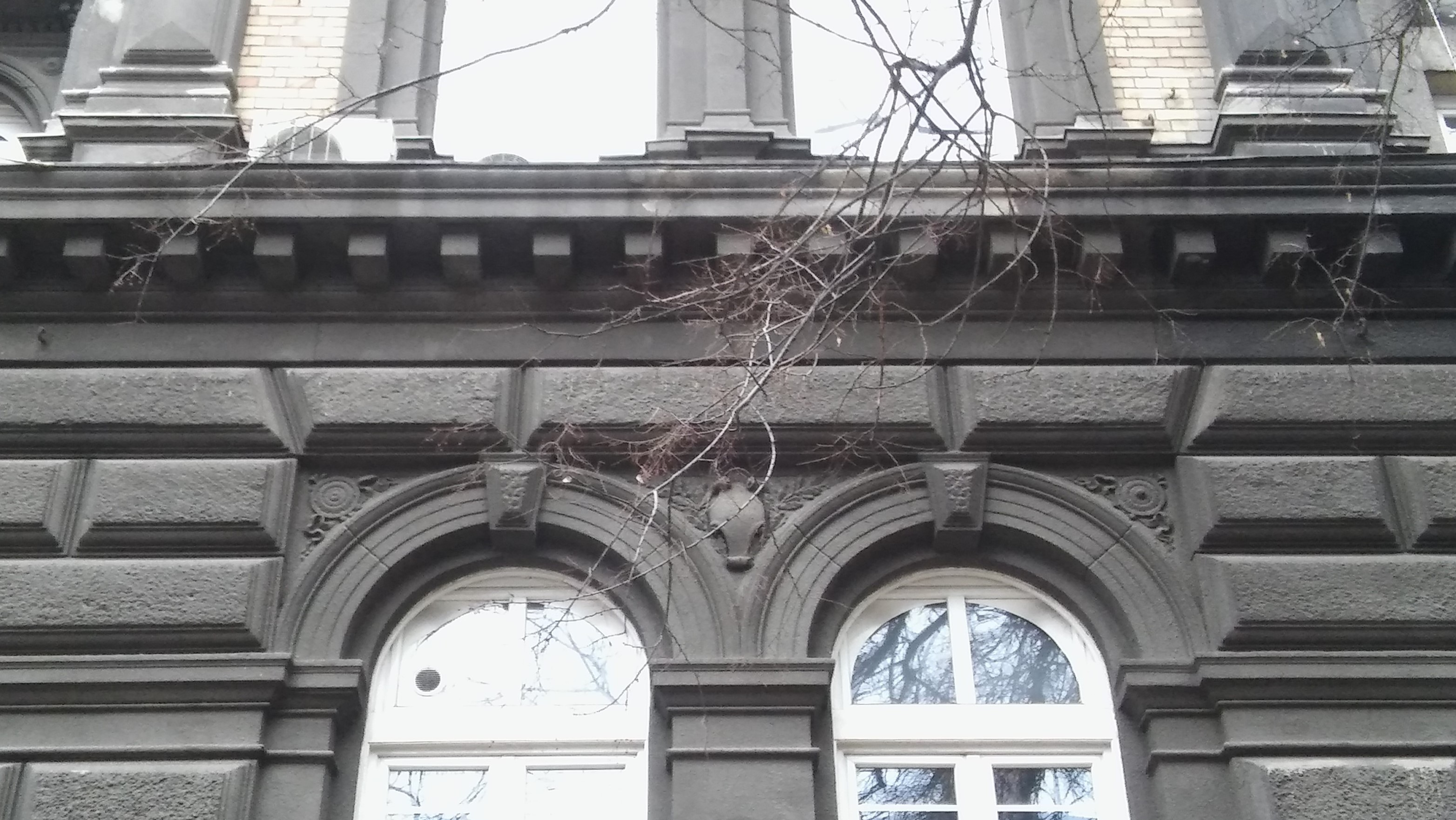
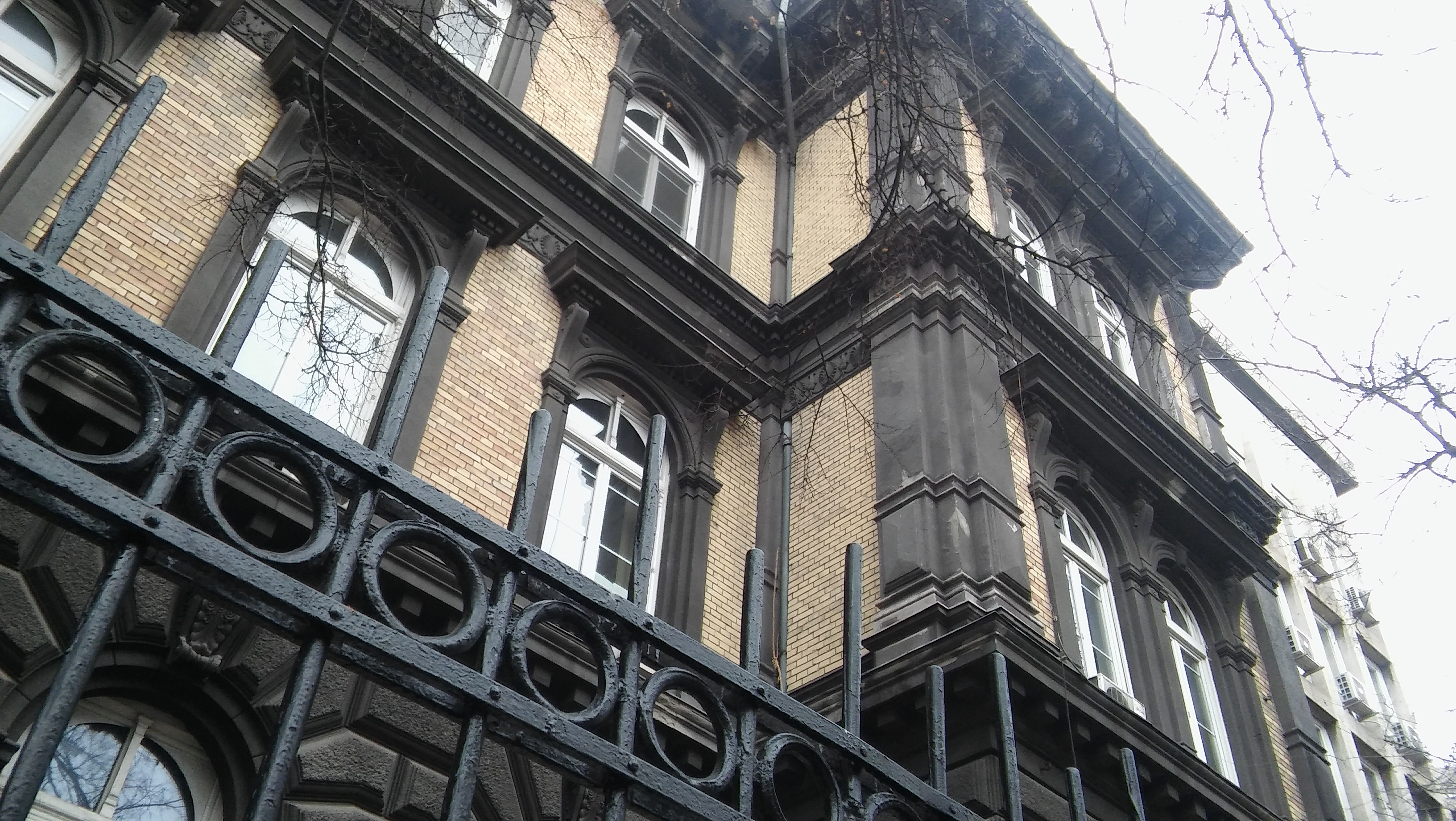
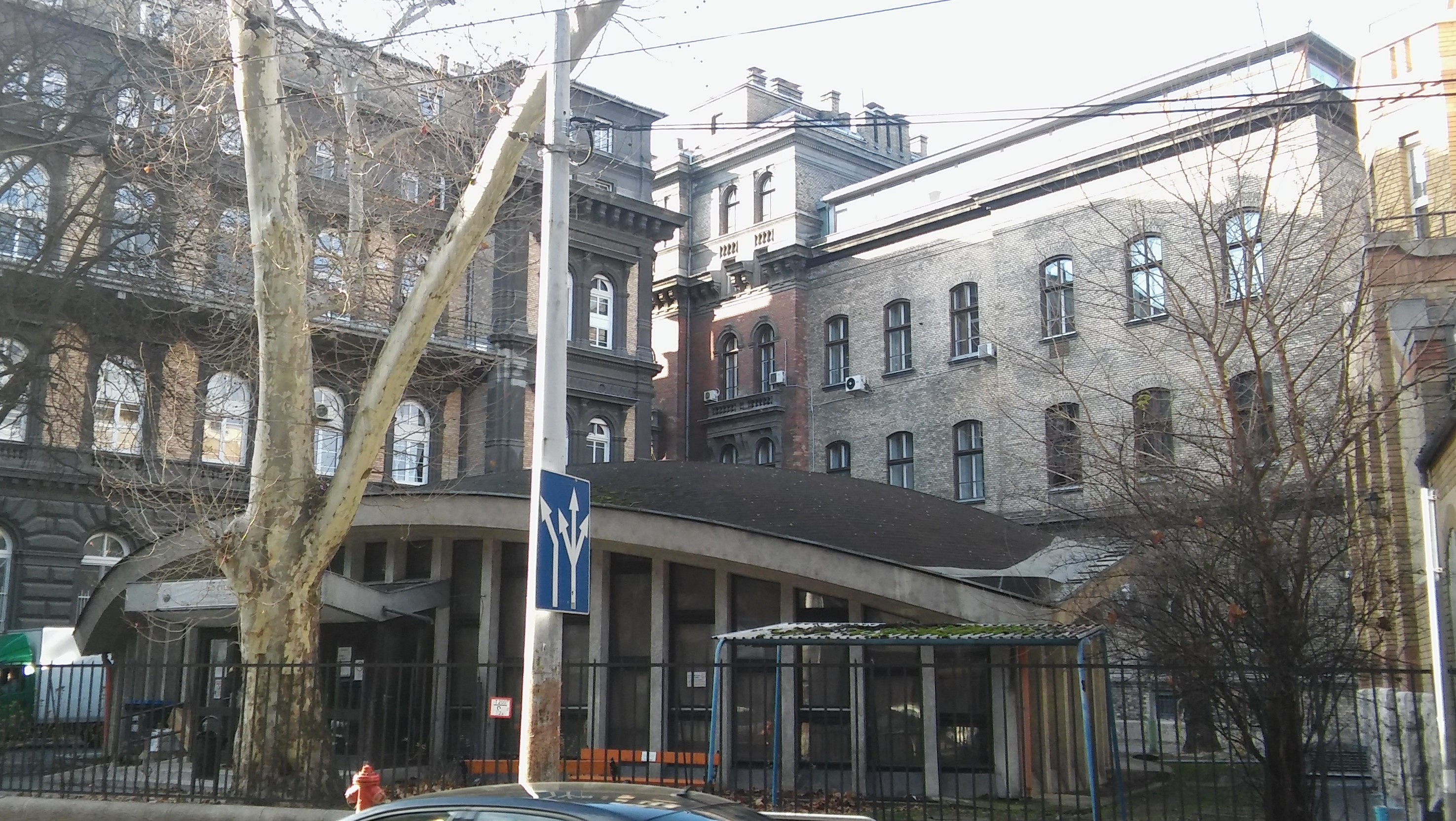
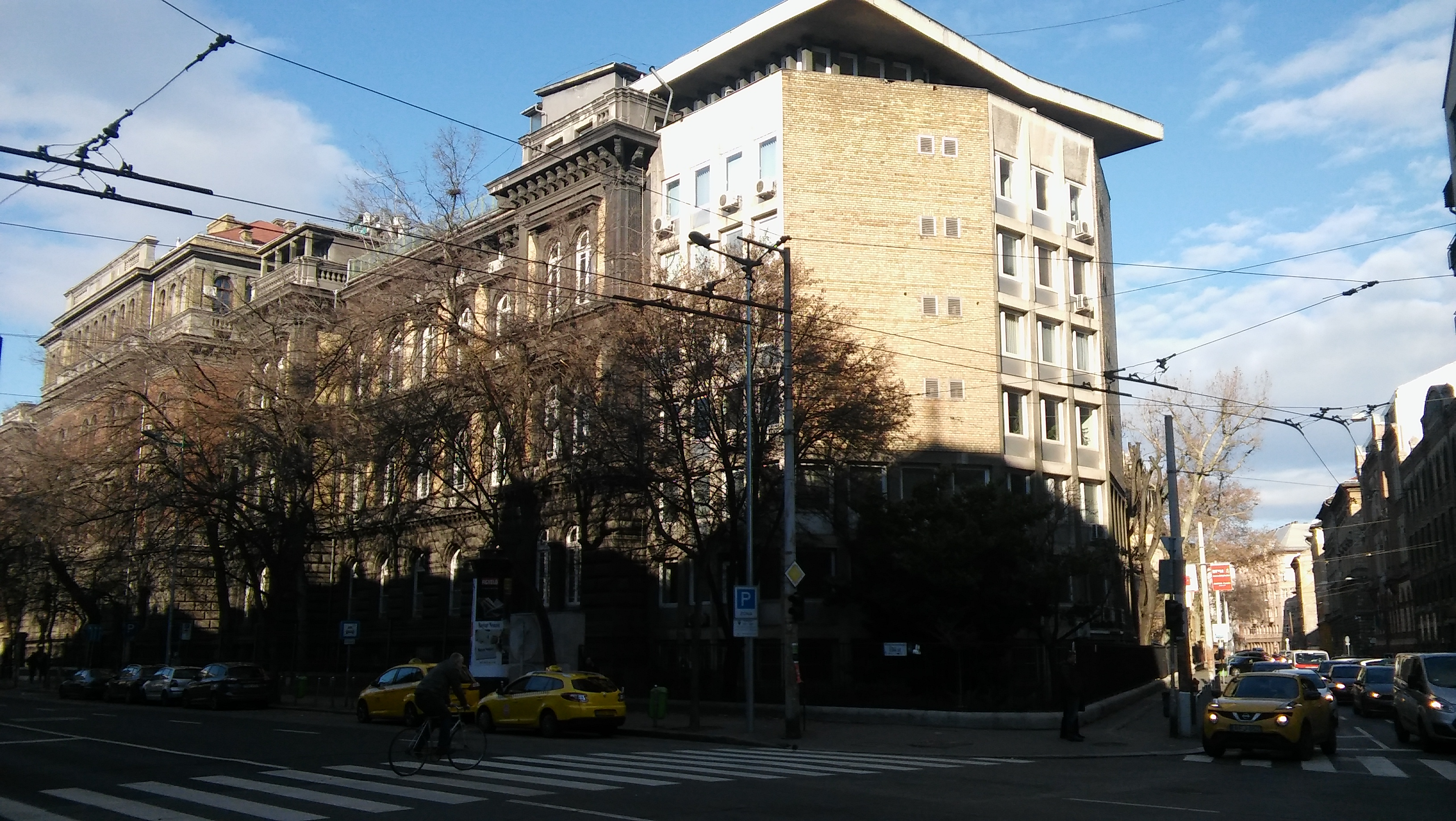
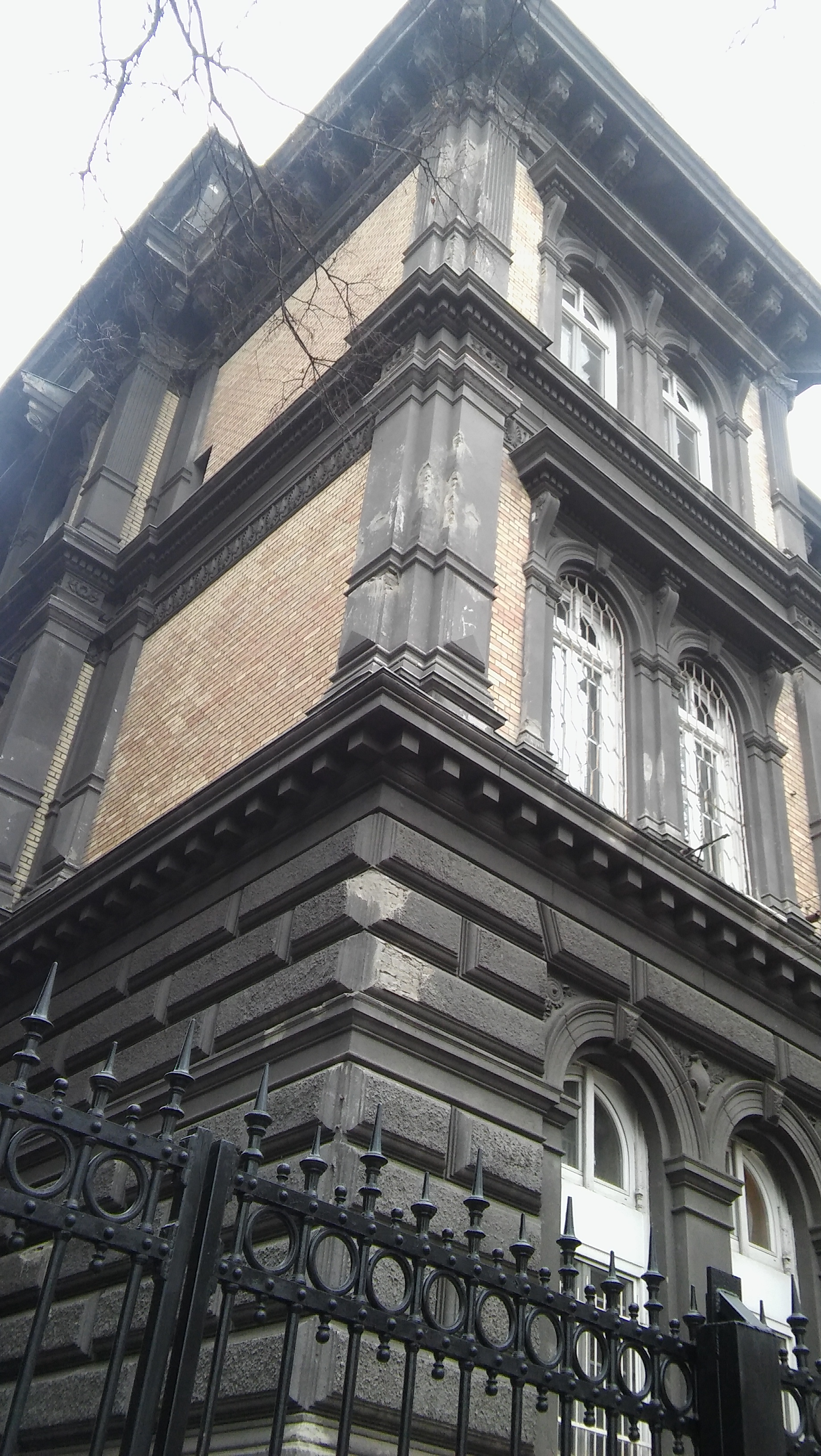
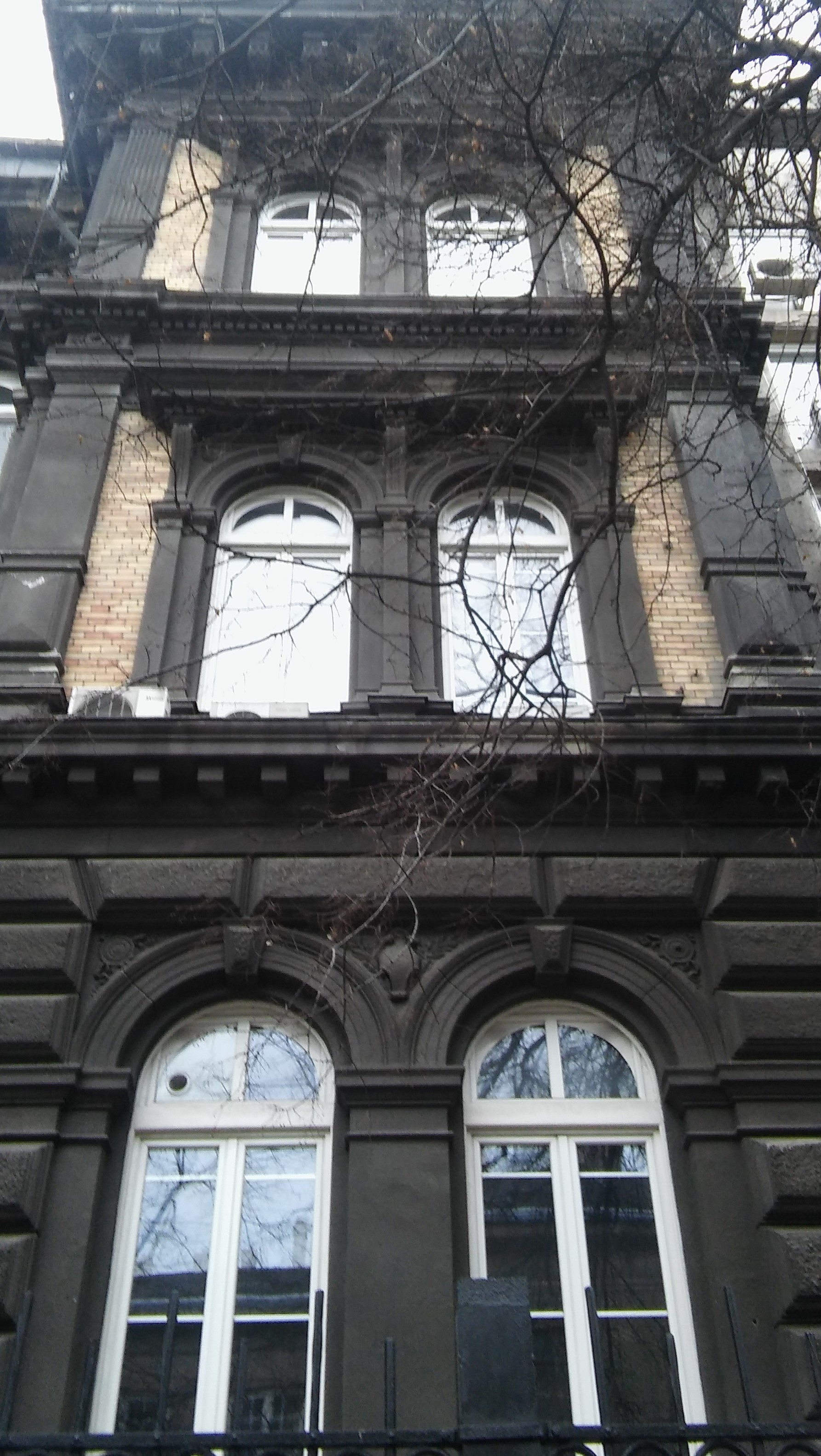
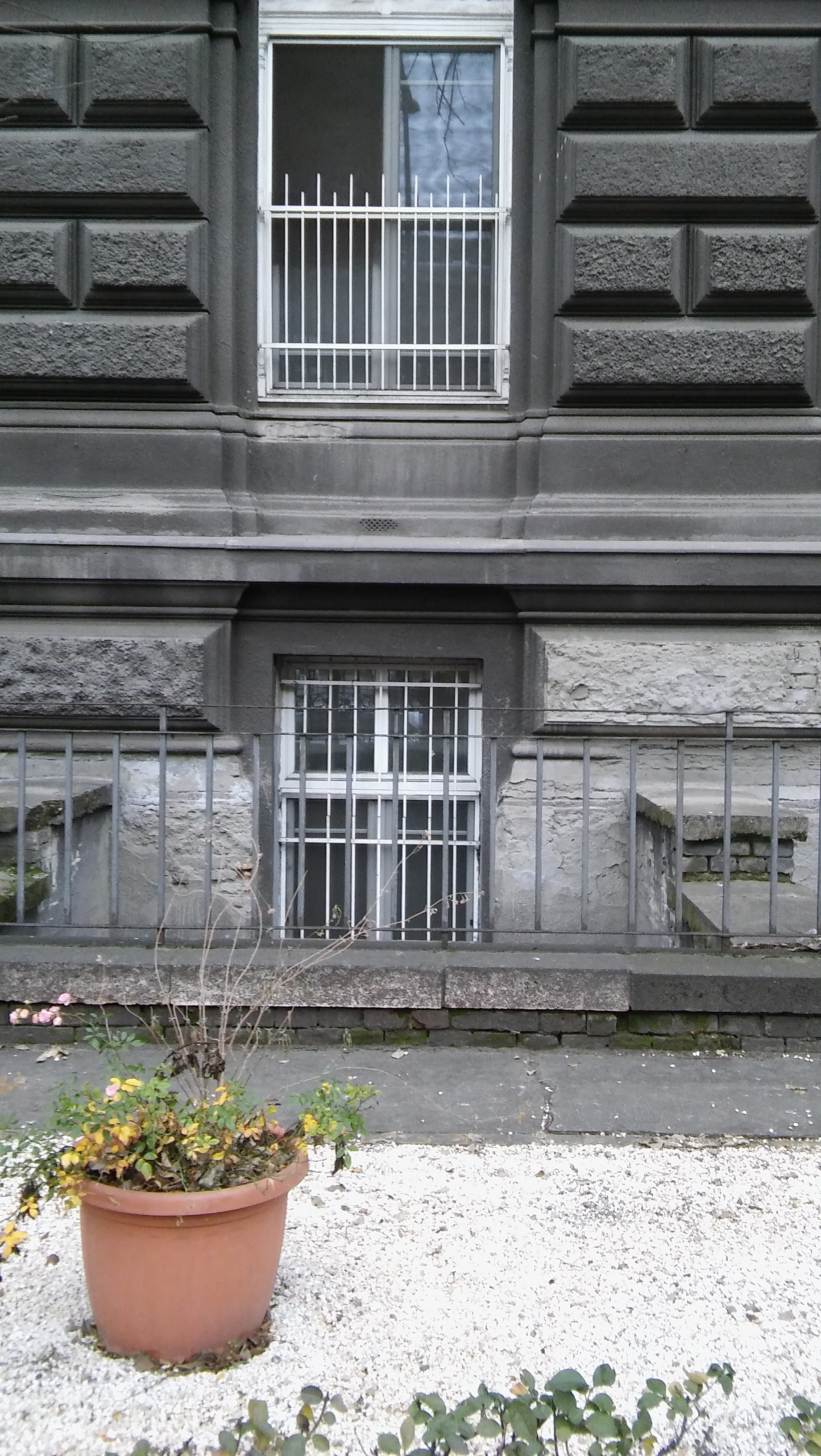

## Egyéb szakirodalom
- Pestessy József: Józsefvárosi orvosok, kórházak, klinikák, Budapest Józsefvárosi Önkormányzat, Budapest, 2002